# One Less Lonely Girl
"One Less Lonely Girl" je drugi singl kanadskog pjevača Justina Biebera s njegovog debitantskog albuma My World, objavljen 6. listopada 2009. putem iTunesa. Pjesmu je napisao Bieberov mentor Usher, koji ju je također i producirao sa sljedećim timom producenata: Ezekielom Lewisom, Balewaom Muhammadom i duom Sean Hamilton & Hyuk Shin.
Čitajući koncept pjesme, Bieber je za MTV News izjavio: "Mislim da je jako važno da sve djevojke imaju nešto što će ih učiniti jednom manje usamljenom djevojkom".  "One Less Lonely Girl" je R&B/pop pjesma srednjeg tempa.

## Uspjeh pjesme
Pjesma je u prvom tjednu downloadirana 113,000, te je debitirala na šesnaestom mjestu Billboard Hot 100 listi. Pjesma je debitirala na desetom mjestu u Kanadi te ušla u top 30 u Njemačkoj i Belgiji.

## Kritički osvrt
Kritičari su "One Less Lonely Girl" dodijelili uglavnom pozitivne kritike. Crystal Bell iz Billboarda je pjesmu usporedio s pjesmom "With You" Chrisa Browna i "Irreplaceable" pop dive Beyonce.  Jon Caramanica is New York Timesa je pjesmu nazvao lijepom te ju je usporedio s još jednom baladom s njegovog debi albuma, "Down To Earth".

## Videospot
Videospot za pjesmu je snimljen u gradiću Watertownu, Tennessee, pedeset milja istočno od Nashvillea.  Režirao ga je Roman White, koji je također režirao spot "You Belong With Me", country zvijezde Taylor Swift. Spot je premijerno pušten 7. listopada 2009. na perezhilton.com, pa je tri dana kasnije pušten u prodaju putem iTunesa.